# Бейкерсфилд
Бе́йкерсфилд (англ. Bakersfield) — город в округе Керн, штат Калифорния, США.

## История
В 1990 году город был награждён премией All-America City Award (с англ. — «Всеамериканский город») присуждаемой Национальной гражданской лигой, которую неофициально называют «Нобелевской премией за конструктивное гражданство» и которая выдается за активную гражданскую позицию жителей некорпоративных сообществ Соединённых Штатов в жизни местного самоуправления. 

## География
Центр города (даунтаун, Downtown Bakersfield) является центральным деловым районом Бейкерсфилда. Он содержит несколько крупных театров города, спортивные комплексы, музеи и исторические достопримечательности.

### Климат
Климат Бейкерсфилда пустынный, с длинным, жарким, сухим летом и короткой, прохладной, влажной зимой.
- Среднегодовая температура — +18,4 C°
- Среднегодовая скорость ветра — 2,7 м/с
- Среднегодовая влажность воздуха — 55 %

| Показатель                    | Янв. | Фев. | Март | Апр. | Май  | Июнь | Июль | Авг. | Сен. | Окт. | Нояб. | Дек. | Год  |
| ----------------------------- | ---- | ---- | ---- | ---- | ---- | ---- | ---- | ---- | ---- | ---- | ----- | ---- | ---- |
| Абсолютный максимум, °C       | 27   | 31   | 34   | 38   | 43   | 45   | 47   | 47   | 44   | 40   | 35    | 30   | 47   |
| Средний суточный максимум, °C | 14,0 | 17,6 | 20,8 | 24,3 | 29,1 | 33,1 | 36,5 | 35,7 | 32,5 | 26,6 | 19,1  | 14,0 | 25,3 |
| Средняя температура, °C       | 8,8  | 11,6 | 14,2 | 16,9 | 21,3 | 25,2 | 28,6 | 27,8 | 24,9 | 19,4 | 12,8  | 8,7  | 18,4 |
| Средний суточный минимум, °C  | 3,8  | 5,6  | 7,6  | 9,5  | 13,6 | 17,2 | 20,7 | 20,0 | 17,3 | 12,2 | 6,7   | 3,5  | 11,5 |
| Абсолютный минимум, °C        | −10  | −6   | −6   | −2   | 1    | 3    | 7    | 6    | −1   | −1   | −5    | −10  | −10  |
| Норма осадков, мм             | 29   | 31   | 30   | 13   | 4    | 2    | 0    | 1    | 2    | 7    | 16    | 25   | 163  |
| Источник: NWS                 |      |      |      |      |      |      |      |      |      |      |       |      |      |

### Население
Динамика численности населения города по годам:
| 1980    | 1990    | 2000    | 2010    | 2019    |
| ------- | ------- | ------- | ------- | ------- |
| 105 611 | 174 820 | 244 217 | 347 817 | 384 145 |

## Транспорт
Воздушное сообщение города обеспечивает Муниципальный аэропорт Бейкерсфилд.

## Спорт
В Бейкерсфилде базировался клуб Лиги развития НБА «Бейкерсфилд Джэм» и клуб ECHL «Бейкерсфилд Кондорс».

## Культура
Бейкерсфилд является родиной рок-групп Korn, Cradle of Thorns, Reaching Away, Orgy и Adema.

## Известные уроженцы
- Дэвис, Джонатан (род. 1971) — лидер ню-метал группы Korn;
- Негьюз, Джозеф (род. 1984) — американский политик, член Палаты представителей США от Колорадо;
- Элам, Тай (?) — лидер готик-рок группы Cradle of Thorns;
- Янг, Роберт Кларк (англ. Robert Clark „Bob“ Young; 1916—2011) — американский легкоатлет, серебряный призёр Олимпиады в Берлине.

## Города-побратимы
- Амритсар, Индия
- Вакаяма, Япония
- Минск, Беларусь[5]
- Пучхон, Республика Корея
- Сантьяго-де-Керетаро, Мексика
- Цыси, Китай